# Ozyptila bicuspis
Ozyptila bicuspis là một loài nhện trong họ Thomisidae.
Loài này thuộc chi Ozyptila. Ozyptila bicuspis được Eugène Simon miêu tả năm 1932.